# Opština Rekovac

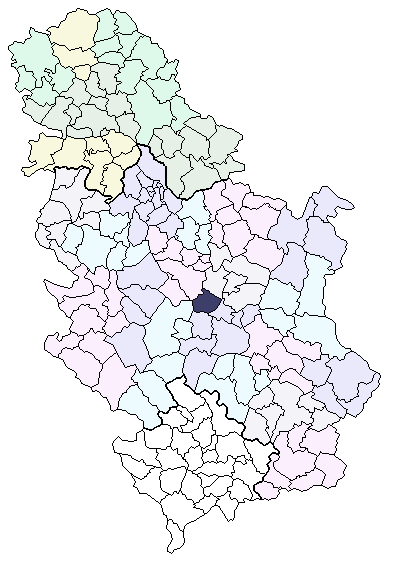
Gemeinde Rekovac

Die Opština Rekovac liegt in Serbien im Bezirk Pomoravlje nahe der Stadt Jagodina und hat (Zensus 2011) 11.055 Einwohner, wovon ca. 1930 in der Stadt Rekovac leben. Der Gemeinde mit einer Fläche von 366 Quadratkilometern gehören 32 Siedlungen an.

## Geschichte
Die Gegend um die Gemeinde Rekovac wird Levac genannt. Levac wurde erstmals im 12. Jahrhundert in Urkunden erwähnt und bezeichnet ein Fürstentum bzw. eine Zupanija (dt. Gespanschaft) innerhalb des serbischen Reiches, deren Territorium sich im Osten und Süden am Fluss Morava und im Westen am Gleditschker Gebirge orientiert. Die Nordgrenze stößt fast an die Stadtgrenze von Kragujevac. Der Name Rekovac leitet sich von einer alten Siedlung namens Rekavica ab, was zu deutsch ungefähr Flussstadt bedeutet.
Nach der Befreiung von der türkischen Okkupation wurde im Jahre 1886 die Siedlung Rekovac durch den König Serbiens Miloš Obrenović zur Marktgemeinde erhoben.

## Kulturgüter
Es existieren sieben Klöster auf dem Gebiet dieser Gemeinde:
- Kloster Kalenić aus dem Jahre 1415 (mit fünf Nonnen)
- Kloster Preradovac aus dem 12. Jahrhundert (mit drei Nonnen)
- Kloster Denkovac aus dem 12. Jahrhundert (mit einem Mönch)
- Kloster Raletinac aus dem 13. Jahrhundert (mit drei Nonnen)
- Kloster Ivković aus dem 13. Jahrhundert (zurzeit unbewohnt)
- Kloster Sarinac aus dem 12. Jahrhundert (zurzeit unbewohnt)
- Kloster Manastirak (zurzeit unbewohnt)

Bei Grabungsarbeiten im Kloster Manastirak wurden am 28. Juni 2006, zum St.-Veits-Tag folgende Besonderheiten, vermutlich aus dem 14. Jahrhundert, entdeckt:
- Fünf Skelette – drei weibliche und zwei männliche – die eine ungewöhnliche Körpergröße von ca. zwei Metern aufweisen
- Münzen auf deren einer Seite das Wappen des serbischen Fürsten Lazar Hrebeljanovic und auf deren anderer Seite Jesus Christus abgebildet ist
- Ein Helm mit Hörnern von der Art, wie sie angeblich auch der serbische Fürst in der Schlacht auf dem Amselfeld (1389) getragen haben soll
- Mehrere Waffen und andere Utensilien

Ein Archäologenteam aus Kragujevac untersucht zurzeit die Ausgrabungsstätte.

## Wirtschaft
Die Wirtschaftskraft dieser Region baute sich größtenteils auf eine Kabelfabrik in Rekovac und eines Automobilsitzherstellers in Belušić auf. Seit dem Jahre 1991 jedoch erlag die Industrie den Sanktionen, von denen sie sich bis heute nicht erholt. Die Landwirtschaft hat trotz der schlechten wirtschaftlichen Lage einen hohen Stellenwert; so werden in großem Maße Himbeeren für verschiedene europäische Himbeerkonfitürehersteller angebaut. Zudem werden Weinreben in großem Maße angebaut.
Koordinaten: 43° 51′ N, 21° 5′ O